# Zhou Jianchao
Zhou Jianchao, chiń. 周健超 (ur. 11 czerwca 1988 w Szanghaju) – chiński szachista, arcymistrz od 2006 roku.

## Kariera szachowa
Na światowej liście rankingowej pojawił się stosunkowo późno, 1 stycznia 2003, a już w następnym roku odniósł międzynarodowy sukces, zdobywając w Kalkucie dwa medale (złoty wspólnie z drużyną oraz srebrny za indywidualny wynik na II szachownicy) na olimpiadzie juniorów do 16 lat. W 2005 zdobył tytuł indywidualnego wicemistrza Chin, w Beer Szewie zdobył tytuł drużynowego wicemistrza świata, a na turniejach w Moskwie (Aerofłot Open-B, dz. I m. wspólnie z Arsenem Jegiazarjanem i Siergiejem Zagrebelnym) oraz Dubaju wypełnił normy arcymistrzowskie. Trzecią normę uzyskał w 2006, ponownie w turnieju Aerofłot Open-B w Moskwie (dz. I m. wspólnie z m.in. Dawidem Arutinianem, Igorem Kurnosowem, Rusłanem Szczerbakowem, Jurijem Drozdowskim i Merabem Gagunaszwilim). W 2007 podzielił III m. (za Wangiem Hao i Zhangiem Pengxiangiem, wspólnie z m.in. Susanto Megaranto, Abhijitem Kunte i Darwinem Laylo) w indywidualnych mistrzostwach Azji, dzięki czemu awansował do rozegranego w Chanty-Mansyjsku Pucharu Świata. W turnieju tym w pierwszych dwóch rundach wyeliminował wyżej od siebie notowanych Emila Sutowskiego i Andrija Wołokitina, w III rundzie przegrywając z Michaelem Adamsem. W 2008 zdobył dwa złote medale drużynowych mistrzostw Azji, wspólnie z drużyną oraz za indywidualny wynik na V szachownicy oraz zajął II m. (za Armanem Paszikjanem) w kołowym turnieju w Martuni. W 2009 zwyciężył (wspólnie z Wangiem Hao) w turnieju strefowym w Pekinie i zdobył awans do turnieju o Puchar Świata, w I rundzie eliminując Raufa Məmmədova, ale w II przegrywając z Vüqarem Həşimovem. W 2010 i 2011 dwukrotnie zdobył brązowe medale indywidualnych mistrzostw Chin.
Najwyższy ranking w dotychczasowej karierze osiągnął 1 listopada 2010, z wynikiem 2669 punktów zajmował wówczas 72. miejsce na światowej liście Międzynarodowej Federacji Szachowej, jednocześnie zajmując 4. miejsce wśród chińskich szachistów.